# 义井镇 (邯郸市)
义井镇，是中华人民共和国河北省邯郸市峰峰矿区下辖的一个乡镇级行政单位。

## 行政区划
义井镇下辖以下地区：
零三社区、六厂社区、铁厂社区、永胜社区、义井社区、矿院社区、义西村、义张庄村、上拨剑村、下拨剑村、李庄村、新庄村、义北村、义中村、一社村、二社村、羊一村、羊二村、南侯村、北侯村、马庄村、王一村、王二村、王三村、东王看村、石臼村、上脑村、下脑村、三河底村、九龙峧村、西山村、宿风村、岗头村和山底村。